# イーホームズ
イーホームズ株式会社は、東京都新宿区に本社を置く、総合防災コンサルティングおよび建築系技術者の海外派遣コンサルティングを行う企業である。
かつては国土交通大臣、環境大臣による指定機関で、建築物の建築確認・性能評価、土壌環境の調査などを行う企業だった。だが、耐震偽装事件（詳細は構造計算書偽造問題を参照）を告発した結果、指定機関業務が取り消された。しかし、その後の全ての裁判では、イーホームズが行った確認検査業務に一切の過失なしとして結審している。

## 歴史
藤田東吾により1999年12月14日に設立される。2003年12月21日に国土交通省から機関指定を受けた後、唯一の独立系機関として評判を得て2005年には業界2位までの規模に成長、年間の建築確認受付数は約1万8千棟にも上った。
2006年5月31日指定機関取り消しとなった。その後、会社は存続し、2011年3月17日に、東日本大震災への支援活動を行うためHPが再開した。

## 不祥事・事件
- 構造計算書偽装問題
  - 2011年1月26日 - イーホームズが建築確認を行ったグランドステージ住吉の住人が求めた損害賠償請求訴訟で、東京地裁は「確認検査に過失は認められない」として請求を棄却した。
  - 2011年3月17日 - イーホームズは東日本大震災の支援活動を行うためにHPを再開し、技術者集団によるネットワークで、被災者からの技術的な質問に専門家が無料で回答するボランティア活動を始め、現在は、総合防災や建築系技術者の海外派遣のコンサル業務を主に行っている。

2005年11月に発覚した構造計算書偽造問題を国土交通省に対して最初に公表した企業である。この公表の結果、2006年（平成18年）に至り、建築基準法や建設業法、建築士法の不備が指摘され法律改正に至った。
- 西友平塚店エスカレーター事故
  - 2007年10月16日 - 神奈川県平塚市に所在する西友平塚店において、B1階～1階のシンドラー社製スロープ式エスカレーターを利用した小学3年生の児童が50円玉をフロアに落としてしまい、エスカレーターに手摺から身を乗り出して下を覗き込んでいたところ、1階近くに設置されたアクリル製の固定保護板と手摺ベルトとの間の隙間（15cm程度）に頭を挟まれたまま上昇し、石膏ボード製の壁にぶつかった。その後店員が緊急停止ボタンを操作して救出したが、意識不明の重体のまま病院へ搬送された。10月16日に意識が回復。10月24日には退院した[1]。
  - 2007年10月17日 - 国交省住宅局建築指導課は管轄内に所在する全てのエスカレーターを緊急点検を実施し、建築基準法に適合していることは分かる資料（写真等）の提出を求めるよう各都道府県建築主務部長に要請（国住指2607号）した[2]。
  - 2008年4月4日 - 神奈川県警平塚警察署は検査担当者が保護板の長さを測定することなく完了検査済証を発行したとしてイーホームズの検査担当者2名を書類送検した[3]。